# Вулиця Митрополита Андрея Шептицького (Житомир)
Вулиця Митрополита Андрея Шептицького — вулиця в Богунському районі міста Житомир. Названа на честь українського релігійного діяча, мецената, предстоятеля Української греко-католицької церкви, Митрополита Галицького та Архієпископа Львівського Андрея Шептицького.

## Розташування
Знаходиться на Богунії. З'єднує вулиці Героїв Базару та Зелену.

## Історія
Вулиця сформувалася з дороги, що наприкінці ХІХ — першій половині ХХ століття являла собою проїзд поміж дачних ділянок Врангелівського дачного масиву. Пролягаючи від західної межі масиву (нині вулиця Героїв Базару), проїзд в районі нинішнього провулка Генерала Жуковського (східної межі масиву) перетворювався на путівець, що огинав хутір Кіналевського, перетинав річку Лісну та прямував крізь Нову Рудню до з'єднання з нинішньою Сосновою вулицею. Садибна забудова обабіч вулиці почала формуватися у 1950-х роках. У 1956 році вулиця отримала назву вулиця Червоноармійська.
Відповідно до розпорядження Житомирського міського голови від 19 лютого 2016 року № 112 «Про перейменування топонімічних об'єктів та демонтаж пам'ятних знаків у м. Житомирі», вулиця Червоноармійська перейменована на вулицю Митрополита Андрея Шептицького.
Під час громадських обговорень щодо перейменувань розглядалась пропозиція назвати цю вулицю на честь Січових Стрільців.